# Selección de críquet de México
La selección de críquet de México es el equipo que representa al país en las competiciones oficiales. Es miembro de la International Cricket Council desde 2004. Su debut internacional fue en 2006 frente al representativo de Costa Rica. México debutó en el ICC Americas Championship en junio de 2010 y en 2011 participó en la tercera división del ICC Americas. Asimismo, México ha participado en el Campeonato Sudamericano de Críquet en 2014 y 2017, ganando en ambos torneos. En 2017, se convirtió en miembro asociado.
En abril de 2018, el International Cricket Council otorgó el estatus Twenty20 Internacional (T20I) a todos sus miembros. Por tanto, esto permitió que los encuentros de tipo Twenty20 entre México y otros miembros del ICC disputados después del 1 de enero de 2019 sean elegibles del estatus internacional.

## Historia
México se afilió al ICC en 2004. Su primer partido internacional fue disputado el 19 de marzo de 2006 en el Campeonato Centroamericano de Críquet frente a Costa Rica obteniendo el triunfo. Anteriormente, equipos ubicados en la Ciudad de México jugaron algunos partidos contra Belice pero estos no fueron reconocidos como encuentros internacionales. Posterior a esa victoria contra Costa Rica, perdieron el campeonato frente a Belice.
En 2007, México fue el anfitrión del Campeonato Centroamericano de Críquet derrotando a Costa Rica y El Salvador.
En 2008, México viajó a El Salvador para participar en la segunda edición del Easter Cup. En dicho torneo, obtuvieron un segundo lugar frente a Belice.
En 2009, México participó en la tercera edición del Campeonato Centroamericano de Críquet en Panamá bajo el formato Twenty20. México tuvo una gran actuación en el torneo, ganando la mayoría de sus partidos, incluyendo a Belice. Sin embargo, para la escuadra nacional, solo se obtuvo el segundo lugar.
En 2011, México compitió en la División 3 del ICC Americas en Costa Rica terminando en cuarto sitio.

### 2018-presente
En abril de 2018, el ICC decidió otorgar el estatus Twenty20 Internacional (T20I) a todos sus países miembros.
México jugó su primer partido oficial de corte Twenty20 International frente a Belice en el Campeonato Centroamericano de Críquet 2019.

## Campos
- Reforma Athletic Club ubicado en Naucalpan, Estado de México.
- Las Cabellerizas Cricket Ground, Dos Ríos, México.

## Jugadores
El equipo de México para el Campeonato Centroamericano de Críquet de 2019 disputado del 25 a 28 de abril de 2019.
- Tarun Sharma (c)
- Kaushal Kumar
- Revanakumar Ankad
- Puneet Arora
- Buddhadeb Banerjee
- Pradeep Chandran
- Gaurav Dutta
- Luis Hermida
- Shashikant Hirugade
- Rama Inampud
- Shantanu Kaveri
- Shahzad Muhammad
- Ashwin Sathya
- Nithin Shetty
- Jagdeesh Umanath
- Sanjay Zargar